# Дискографија групе Black Eyed Peas
Америчка група The Black Eyed Peas издала је седам студијских албума, две компилације, један ЕП, двадесет и осам синглова и два видео албума. Први студијски албум под називом Behind the Front, објављен је за Interscope Records 30. јуна 1998. године. Изашао је на касети, ЦД и винил формату. Иако је албум добио четири звездице од стране сервиса за музику AllMusic, био је лоше рангиран на америчкој листи Билборд 200, као и на француским листама.
Други студијски албум Bridging the Gap објављен је 26. септембра 2000. године на касети и ЦД формату. Био је 67. рангиран на музичкој листи у Сједињеним Државама, где је продат у 258.000 примерака, док је био 18. на новозеландској музичкој листи.
Трећи студијски албум под називом Elephunk објављен је 24. јуна 2003. године на винил и цд формату, као и за дигитлано преузимање. На албуму су се нашли синглови Shut Up, Hey Mama и Let's Get It Started, а били су високо рангирани на међународним листама. Албум је био на 14. месту листе Сједињених Држава, а добио је двоструки платинумски сертификат од стране Америчког удружења дискографских кућа. Нашао се на првом месту листе у Аустралији, другом у Канади, Француској и на Новом Зеланду, док је на трећем месту био у Великој Британији.
Четврти студијски албум Monkey Business објављен је 7. јуна 2005. године, на винил и цд формату, као и за дигитално преузимање. Monkey Business нашао се на другом месту листе у Сједињеним Државама и на прво месту у многим другим државама. Синглови са албума My Humps, Don't Phunk with My Heart и My Humps нашли су се на листи Билборд хот 100.
Пети студијски албум бенда под називом  The E.N.D, објављен је 9. јуна 2009. године. То је уједно њихов најбоље пласиран албум у Сједињеним Државама. Први сингл Boom Boom Pow био је на првом месту листе Билборд хот 100, где се одржао дванаест недеља, а након тога заменио га је сингл I Gotta Feeling, такође са албума  The E.N.D. I Gotta Feeling је заменио први сингл са албума и у Канади и Аустралији, а био је на првом месту и у многим другим земљама, укључујући и Уједињено Краљевство. Трећи сингл са албума Meet Me Halfway био је на трећем месту листе у Аустралији, Немачкој и у Уједињеном Краљевству, а међу првих десет синглова у Сједињеним Државама. Четврти сингл под називом Imma Be постао је трећи сингл бенда који се наша на листи Билборд хот 100.
Шести студијски албум групе The Black Eyed Peas под називом The Beginning, објављен је 30. новембра 2010. године на винил, цд формату и за дигитално преузимање. Први сингл са албума под називом The Time (Dirty Bit) био је први на листи Уједињеног Краљевства 12. децембра 2010. године. Други сингл Just Can't Get Enough објављен је у фебруару 2011. године, а трећи "Don't Stop the Party издат је у мају 2011. године. Албум је добио велики број признања, а продат је у 3 милиона примерака широм света.
Године 2015. бенд је објавио синглове Awesome и Yesterday, који су најавили њихов седми студијски албум.
The Black Eyed Peas је до јуна 2011. године продала 32,5 милиона албума и 31 милион синглова широм света. Седми студијски албум Masters of the Sun Vol. 1 објављен је 26. октобра 2018. године за издавачку кућу Interscope. Албум је изашао на ЦД формату и за дигитално преузимање.

## Албуми

### Студијски албуми
| Назив                     | Детаљи | Позиција | Позиција | Позиција | Позиција | Позиција | Позиција | Позиција | Позиција | Позиција | Позиција | Сертификати | Број проданих примерака                             |
| Назив                     | Детаљи | САД      | АУС      | АУС 40   | КАН      | ФРА      | НЕМ      | ХОЛ      | НЗ       | ШВА      | УК       | Сертификати | Број проданих примерака                             |
| ------------------------- | --- | -------- | -------- | -------- | -------- | -------- | -------- | -------- | -------- | -------- | -------- | --- | --------------------------------------------------- |
| Behind the Front          | - Датум објављивања: 30. јун 1998. - Издавачка кућа: Interscope Records - Формат: винил, ЦД, компакт касета                  | 129      | —        | —        | —        | 149      | —        | —        | —        | —        | —        | | - САД: 197,000                                      |
| Bridging the Gap          | - Датум објављивања: 26. септембра 2000. - Издавачка кућа: Interscope - Формат: винил, ЦД, касета                            | 67       | 37       | —        | —        | —        | 82       | —        | 18       | —        | —        | | - САД: 258,000                                      |
| Elephunk                  | - Датум објављивања: 24. јун 2003. - Издавачка кућа: A&M Records - Формат: винил, ЦД, дигитално преузимање                   | 14       | 1        | 3        | 2        | 2        | 6        | 5        | 2        | 1        | 3        | - САД: 2× Платина - АУС: 4× Платина - АУС 40: Златно - КАН: 7× Платина - IFPI: 3× Платина - ИР: 2× Платина - ФРА: Платина - НЕМ: Платина - ШВА: Платина - УК: 5× Платина       | - Свет: 8,500,000 - САД: 3,204,000 - НЕМ: 200,000   |
| Monkey Business           | - Датум објављивања: 7. јун 2005. - Издавачка кућа: A&M, will.i.am (#602498821848) - Формат: винил, ЦД, дигитално преузимање | 2        | 1        | 2        | 1        | 1        | 1        | 3        | 1        | 1        | 4        | - САД: 3× Платина - АУС: 6× Платина - АУС 40: Златно - КАН: 6× Платина - ФРА: 2× Златно - НЕМ: Платина - IFPI: 2× Платина - ИР: Платина - ШВА: 2× Платина - УК: 3× Платина     | - Свет: 10,000,000 - САД: 4,272,000 - УК: 1,065,834 |
| The E.N.D.                | - Датум објављивања: 9. јун 2009. - Издавачка кућа: Interscope - Формат: винил, ЦД, дигитално преузимање                     | 1        | 1        | 5        | 1        | 1        | 2        | 8        | 1        | 2        | 3        | - САД: 2× Платина - АУС: 4× Платина - CAN: 5× Платина - ФРА: Diamond - НЕМ: 2× Платина - IFPI: 3× Платина - ИР: 4× Платина - НЗ: 2× Платина - ШВА: 2× Платина - УК: 5× Платина | - Свет: 11,000,000 - САД: 3,200,000 - УК: 1,464,360 |
| The Beginning             | - Датум објављивања: 30. новембар 2010. - Издавачка кућа: Interscope - Формат: винил, ЦД, дигитално преузимање               | 6        | 6        | 7        | 2        | 1        | 2        | 34       | 12       | 3        | 8        | - САД: Златно - АУС: Платина - АУС 40: Златно - ФРА: Дијамантски - НЕМ: Златно - IFPI: Платина - НЗ: Златно - ШВА: Платина - УК: Платина                                       | - Свет: 3,000,000 - САД: 800,000 - CКАН: 27,400     |
| Masters of the Sun Vol. 1 | - Датум објављивања: 26. октобар 2018. - Издавачка кућа: Interscope - Формат:ЦД, дигитално преузимање                        | —        | —        | —        | —        | —        | —        | —        | —        | 71       | —        | |                                                     |

### Компилацијски албуми
| Назив                                                           | Детаљи                                                                                               | Напомене |
| --------------------------------------------------------------- | --- | --- |
| iTunes Originals – The Black Eyed Peas                          | - Датум објављивања: 20. септембар 2005. - Издавачка кућа: Interscope - Формат: дигитално преузимање | - Садржи интервјуе непродуциране и продуциране песме са албума Behind the Front (1998), Elephunk (2003) и Monkey Business (2005). |
| The E.N.D. Summer 2010 Canadian Invasion Tour: Remix Collection | - Датум објављивања: 27. јул 2010. - Издавачка кућа: Interscope - Формат: дигитално преузимање       | - Садржи ремиксоване песме са албума The E.N.D. (2009).                                                                           |

### Епови
| Назив                       | Детаљи                                                                                                  | Напомене                                                   |
| --------------------------- | --- | ---------------------------------------------------------- |
| Renegotiations: The Remixes | - Датум објављивања: 21. март 2006. - Издавачка кућа: A&M, will.i.am - Формат: дигитално преузимање, ЦД | - Садржи песме и ремиксе са албума Monkey Business (2005). |

## Синглови

### Као главни извођачи
| Назив                              | Година | Позиција | Позиција | Позиција | Позиција | Позиција | Позиција | Позиција | Позиција | Позиција | Позиција | Сертификат | Албум                      |
| Назив                              | Година | САД      | АУС      | АУС 40   | КАН      | НЕМ      | ИР       | ХОЛ      | НЗ       | ШВА      | УК       | Сертификат | Албум                      |
| ---------------------------------- | ------ | -------- | -------- | -------- | -------- | -------- | -------- | -------- | -------- | -------- | -------- | --- | -------------------------- |
| "Fallin' Up/¿Que Dices?"           | 1998   | —        | —        | —        | —        | —        | —        | —        | —        | —        | —        | | Behind the Front           |
| "Joints & Jam"                     | 1998   | —        | —        | —        | —        | —        | —        | —        | —        | —        | 53       | | Behind the Front           |
| "Karma"                            | 1999   | —        | —        | —        | —        | —        | —        | —        | —        | —        | —        | | Behind the Front           |
| "BEP Empire" / "Get Original"      | 2000   | —        | —        | —        | —        | —        | —        | —        | —        | —        | —        | | Bridging the Gap           |
| "Weekends" (Esthero)               | 2000   | —        | 93       | —        | —        | 100      | —        | —        | —        | —        | —        | | Bridging the Gap           |
| "Request + Line" (Macy Gray)       | 2001   | 63       | 21       | —        | —        | 85       | 45       | 86       | 10       | —        | 31       | | Bridging the Gap           |
| "Where Is the Love?"               | 2003   | 8        | 1        | 1        | 5        | 1        | 1        | 1        | 1        | 1        | 1        | - Америчко удружење дискографских кућа: Платина - ARIA: 4× Платина - BVMI: Платина - RMNZ: Платина - BPI: 2× Платина                                                               | Elephunk                   |
| "Shut Up"                          | 2003   | —        | 1        | 1        | 1        | 1        | 1        | 2        | 1        | 1        | 2        | - Америчко удружење дискографских кућа: Златно - ARIA: 2× Платина - IFPI AUT: Платина - BVMI: Платина - RMNZ: Платина - IFPI ШВЕ: Платина - BPI: Златно                            | Elephunk                   |
| "Hey Mama"                         | 2004   | 23       | 4        | 4        | 9        | 5        | 5        | 5        | 4        | 3        | 6        | - Америчко удружење дискографских кућа: Златно - ARIA: Златно - RMNZ: Златно | Elephunk                   |
| "Let's Get It Started"             | 2004   | 21       | 2        | 18       | 2        | 18       | 11       | 11       | 6        | 13       | 11       | - RIAA: 3× Платина - ARIA: Платина - RMNZ: Златно - BPI: Сребрно | Elephunk                   |
| "Don't Phunk with My Heart"        | 2005   | 3        | 1        | 5        | 2        | 8        | 4        | 2        | 1        | 3        | 3        | - Америчко удружење дискографских кућа: Златно - ARIA: Платина - RMNZ: Платина - BPI: Сребрно                                                                                      | Monkey Business            |
| "Don't Lie"                        | 2005   | 14       | 6        | 6        | 22       | 12       | 11       | 4        | 5        | 11       | 6        | - ARIA: Златно - RMNZ: Платина | Monkey Business            |
| "My Humps"                         | 2005   | 3        | 1        | 4        | 1        | 4        | 1        | 4        | 1        | 3        | 3        | - Америчко удружење дискографских кућа: 2× Платина - ARIA: Платина - BPI: Златно - BVMI: Златно - RMNZ: Златно                                                                     | Monkey Business            |
| "Pump It"                          | 2006   | 18       | 6        | 14       | 7        | 19       | 3        | 15       | 2        | 8        | 3        | - ARIA: Златно - RMNZ: Златно - BPI: Златно | Monkey Business            |
| "Boom Boom Pow"                    | 2009   | 1        | 1        | 3        | 1        | 3        | 3        | 4        | 2        | 4        | 1        | - Америчко удружење дискографских кућа: 5× Платина - ARIA: 4× Платина - MC: 8× Платина - BVMI: Златно - RMNZ: Платина - IFPI ШВЕ: Платина - BPI: Платина                           | The E.N.D                  |
| "I Gotta Feeling"                  | 2009   | 1        | 1        | 1        | 1        | 3        | 1        | 1        | 1        | 1        | 1        | - Америчко удружење дискографских кућа: Diamond - ARIA: 5× Платина - MC: 10× Платина - SNEP: Платина - BVMI: 3× Златно - RMNZ: 3× Платина - IFPI SWI: 2× Платина - BPI: 2× Платина | The E.N.D                  |
| "Meet Me Halfway"                  | 2009   | 7        | 1        | 4        | 5        | 1        | 2        | 3        | 3        | 3        | 1        | - Америчко удружење дискографских кућа: 2× Платина - ARIA: 3× Платина - MC: 2× Платина - BVMI: Платина - RMNZ: Платина - IFPI SWI: Златно - BPI: Платина                           | The E.N.D                  |
| "Imma Be"                          | 2009   | 1        | 7        | —        | 5        | 49       | —        | —        | —        | —        | 55       | - Америчко удружење дискографских кућа: 2× Платина - ARIA: Платина - MC: Платина                                                                                                   | The E.N.D                  |
| "Rock That Body"                   | 2010   | 9        | 8        | 7        | 41       | 10       | 9        | 17       | 16       | 27       | 11       | - ARIA: Платина - RMNZ: Златно - BPI: Сребрно | The E.N.D                  |
| "Missing You"                      | 2010   | —        | —        | —        | —        | —        | —        | —        | —        | —        | —        | | The E.N.D                  |
| "The Time (Dirty Bit)"             | 2010   | 4        | 1        | 1        | 1        | 1        | 2        | 2        | 1        | 1        | 1        | - Америчко удружење дискографских кућа: 3× Платина - Аустралијско удружење дискографских кућа: 3× Платина - BVMI: 3× Златно - RMNZ: Платина - IFPI SWI: 2× Платина - BPI: Платина  | The Beginning              |
| "Just Can't Get Enough"            | 2011   | 3        | 3        | 2        | 5        | 9        | 7        | 11       | 4        | 3        | 3        | - Америчко удружење дискографских кућа: 3× Платина - Аустралијско удружење дискографских кућа: 2× Платина - BVMI: Златно - RMNZ: Платина - IFPI ШВЕ: Златно - BPI: Златно          | The Beginning              |
| "Don't Stop the Party"             | 2011   | 86       | 16       | 5        | 18       | 27       | 10       | 75       | 9        | 25       | 17       | - Аустралијско удружење дискографских кућа: Платина - IFPI ШВЕ: Златно - BPI: Сребрно                                                                                              | The Beginning              |
| "Where Is the Love" (The World)    | 2016   | —        | 15       | —        | —        | —        | —        | —        | —        | 41       | 47       | | Није ни на једном албуму   |
| "Street Livin'"                    | 2018   | —        | —        | —        | —        | —        | —        | —        | —        | —        | —        | | Masters of the Sun, Vol. 1 |
| "Ring the Alarm, Pt.1, Pt.2, Pt.3" | 2018   | —        | —        | —        | —        | —        | —        | —        | —        | —        | —        | | Masters of the Sun, Vol. 1 |
| "Constant Pt. 1 & 2" (Slick Rick)  | 2018   | —        | —        | —        | —        | —        | —        | —        | —        | —        | —        | | Masters of the Sun, Vol. 1 |
| "Big Love"                         | 2018   | —        | —        | —        | —        | —        | —        | —        | —        | —        | —        | | Masters of the Sun, Vol. 1 |

### Као гостујући музичари
| Назив                                            | Година | Позиција | Позиција | Позиција | Позиција | Позиција | Позиција | Позиција | Позиција | Албум    |
| Назив                                            | Година | УС денс  | АУС 40   | ФРА      | НЕМ      | ИР       | ХОЛ      | ШВА      | УК       | Албум    |
| ------------------------------------------------ | ------ | -------- | -------- | -------- | -------- | -------- | -------- | -------- | -------- | -------- |
| "Mas que Nada" (Sérgio Mendes и Black Eyed Peas) | 2006   | 13       | 8        | 40       | 9        | 9        | 1        | 4        | 6        | Timeless |

### Промотивни синглови
| Назив                | Година | Позиција | Позиција | Позиција | Албум                    |
| Назив                | Година | САД      | КАН      | УК       | Албум                    |
| -------------------- | ------ | -------- | -------- | -------- | ------------------------ |
| "Bebot"              | 2006   | —        | —        | —        | Monkey Business          |
| "Alive"              | 2009   | 102      | 62       | 88       | The E.N.D                |
| "Do It Like This"    | 2010   | —        | —        | —        | The Beginning            |
| "Light Up the Night" | 2010   | —        | 99       | —        | The Beginning            |
| "Yesterday"          | 2015   | —        | —        | —        | Није ни на једном албуму |

## Остале
| Назив                       | Година | Позиција | Позиција | Позиција | Позиција | Позиција | Албум           |
| Назив                       | Година | САД поп  | АУС      | КАН      | ФРА      | УК денс  | Албум           |
| --------------------------- | ------ | -------- | -------- | -------- | -------- | -------- | --------------- |
| "Gone Going" (Jack Johnson) | 2006   | 37       | —        | —        | —        | —        | Monkey Business |
| "Showdown"                  | 2009   | —        | 66       | —        | —        | —        | The E.N.D       |
| "Love You Long Time"        | 2010   | —        | —        | —        | —        | 36       | The Beginning   |
| "Someday"                   | 2011   | —        | —        | 80       | —        | —        | The Beginning   |
| "Whenever"                  | 2011   | —        | —        | —        | 14       | —        | The Beginning   |

## Видео албуми
| Назив                         | Детаљи                                                                                | Сертификати    |
| ----------------------------- | ------------------------------------------------------------------------------------- | -------------- |
| Behind the Bridge to Elephunk | - Датум објављивања: 31. мај 2004. - Издавачка кућа: Interscope Records - Формат: DVD | - АУС: Златно  |
| Live from Sydney to Vegas     | - Датум објављивања: 4. децембар 2006. - Издавачка кућа: A&M Records - Формат: DVD    | - АУС: Платина |

## Спотови

### Као главни извођачи
| Назив                             | Година | Режисер(и)                          |
| --------------------------------- | ------ | ----------------------------------- |
| "Head Bobs"                       | 1998   | Брајан Белетиц                      |
| "Fallin' Up"                      | 1998   | Брајан Белетиц                      |
| "Joints & Jams"                   | 1998   | Брајан Белетиц                      |
| "Karma"                           | 1998   | Брајан Белетиц                      |
| "What It Is"                      | 1999   | Брајан Белетиц                      |
| "BEP Empire"                      | 2000   | Брајан Белетиц                      |
| "Weekends"                        | 2000   | Брајан Белетиц                      |
| "Request + Line"                  | 2001   | Џозеф Кан                           |
| "Get Original"                    | 2001   | Ентони Мандлер                      |
| "Where Is the Love?"              | 2003   | will.i.am                           |
| "Shut Up"                         | 2003   | The Malloys                         |
| "Hey Mama"                        | 2004   | Rainbows & Vampires/Фатима Робинсон |
| "Let's Get It Started"            | 2004   | Франсис Лоренс                      |
| "The Apl Song"                    | 2004   | Патрицио Генелса                    |
| "The Boogie That Be"              | 2004   | Патрицио Генелса                    |
| "Don't Phunk with My Heart"       | 2005   | The Malloys                         |
| "Don't Lie"                       | 2005   | The Saline Project                  |
| "My Humps"                        | 2005   | Фатима Робинсон & Малик Сајид       |
| "Like That"                       | 2005   | Syndrome/Набил Елдекерин            |
| "Pump It"                         | 2006   | Франсис Лоренс                      |
| "Bebot"                           | 2006   | Патрицио Гинелса                    |
| "Union"                           | 2006   | Патрицио Гинелса                    |
| "Mas Que Nada"                    | 2006   | Syndrome/Набил Елдерекеин           |
| "Boom Boom Pow"                   | 2009   | Мет Кулен & Марк Кудси              |
| "I Gotta Feeling"                 | 2009   | Бен Мор                             |
| "Meet Me Halfway"                 | 2009   | Бен Мор                             |
| "Imma Be Rocking That Body"       | 2010   | Рич Ли                              |
| "Xoxoxo"                          | 2010   | Паша Шапиро & Ернест Вебер          |
| "The Time (Dirty Bit)"            | 2011   | Рич Ли, Паша Шапиро & Ернест Вебер  |
| "Just Can't Get Enough"           | 2011   | Бен Мор                             |
| "Don't Stop the Party"            | 2011   | Бен Мор                             |
| "Yesterday"                       | 2015   | Паша Шапиро & Алиса Торвирен        |
| "Street Livin'"                   | 2018   | Паша Шапиро                         |
| "Ring The Alarm pt.1, pt.2, pt.3" | 2018   | Мазик Селф                          |
| "Get It"                          | 2018   | Бен Мор                             |
| "Constant Part 1 & 2"             | 2018   | will.i.am & Ернест Вебер            |
| "Big Love"                        | 2018   |                                     |
| "Dopeness                         | 2018   |                                     |

## Остали пројекти
| Година | Песма                                                          | Албум                                                  |
| ------ | -------------------------------------------------------------- | ------------------------------------------------------ |
| 2000   | "Complete Beloved"                                             | Love & Basketball                                      |
| 2001   | "I Want Cha"                                                   | Scary Movie                                            |
| 2001   | "Magic" (Terry Dexter)                                         | Legally Blonde                                         |
| 2004   | "For the People"                                               | Yu-Gi-Oh!                                              |
| 2006   | "Get Your Hands Up" (Стејси Ен Фергусон и The Black Eyed Peas) | The Dutchess                                           |
| 2007   | "Express Yourself"                                             | Bratz: Motion Picture                                  |
| 2010   | "Someday"                                                      | Knight and Day                                         |
| 2010   | "One" (са U2) "Gimme Shelter" (са U2 и Мик Џегером)            | The 25th Anniversary Rock & Roll Hall Of Fame Concerts |